# Sanaya Irani
Sanaya Irani (Bombay, 17 de septiembre de 1983) es una actriz y modelo india. Ha ganado varios premios, incluyendo el Premio de la Academia de Televisión India y el People's Choice India. Es la única actriz de la televisión india en aparecer en la lista de las cuarenta mujeres más hermosas publicada por la revista People en su versión para el país asiático.
Su primera aparición notable en la televisión india se dio en el programa de corte juvenil Miley Jab Hum Tum. Más adelante interpretó el papel de Khushi Kumari Gupta en la exitosa telenovela Iss Pyaar Ko Kya Naam Doon? junto a Barun Sobti.
En 2015, Irani participó en el show Jhalak Dikhhla Jaa y se convirtió en la primera finalista. Dos años después participó en Nach Baliye con su compañero Mohit Sehgal alcanzando nuevamente la final.

## Biografía

### Primeros años
Irani nació el 17 de septiembre de 1983 en Bombay. Tras cursar estudios básicos decidió convertirse en actriz. Al comienzo de su carrera no hablaba de manera fluida el idioma hindi, algo que inicialmente le trajo problemas para conseguir audiciones. En 2006 tuvo su primera oportunidad realizando comerciales con estrellas de Bollywood como Shahrukh Khan y Kareena Kapoor, antes de ingresar en el mundo de la televisión.

### Carrera
Debutó en la televisión india en el drama Left Right Left (2007) en el papel de Sameera Shroff. Un año después integró el reparto de Radhaa Ki Betiyaan Kuch Kar Dikhayengi en Imagine TV. Su primer rol como protagonista se dio en la serie Miley Jab Hum Tum (2008-2010), interpretando el papel de una chica sencilla llamada Gunjan. Por un breve periodo de tiempo fue la presentadora del programa de variedades Zara Nachke Dikha en la cadena STAR Plus junto a su pareja Mohit Sehgal (2010).
En 2011 logró el reconocimiento nacional al interpretar el papel de Khushi Kumari Gupta, la protagonista femenina de la popular telenovela Iss Pyaar Ko Kya Naam Doon? (2011-2012). La serie, cuyo episodio final fue emitido el 30 de noviembre de 2012, logró mantener su posición como uno de los mejores dramas diarios en los canales de entretenimiento general de la India.
A comienzos de 2013, Irani presentó el show Ishq Wala Love junto con Karan Grover. Más adelante se presentó como concursante en el programa Welcome - Baazi Mehmaan-Nawaazi ki (2013), presentado por Ram Kapoor. Ese mismo año interpretó el papel de Chhanchhan Sarabhai-Borisagar en la serie de televisión Chhan Chhan.

### Actualidad
En 2017 participó en el programa de baile Nach Baliye con su esposo Mohit Sehgal. En 2018 ofició como concursante en el show India's Next Superstars.

## Plano personal
Irani inició una relación sentimental con el actor Mohit Sehgal, con quien compartió reparto en la serie Miley Jab Hum Tum. En diciembre de 2015 Irani se comprometió con Sehgal. La pareja se casó el 25 de enero de 2016.

## Filmografía

### Cine
| Año  | Título         | Papel      | Director              |
| ---- | -------------- | ---------- | --------------------- |
| 2006 | Fanaa          | Mehbooba   | Kunal Kohli           |
| 2007 | Saawariya      | Bailarina  | Sanjay Leela Bhansali |
| 2018 | Dum Dum Dumroo | Dra. Sneha | Akash Goila           |
| 2018 | Pihu           | Pihu       |                       |

### Televisión
| Año     | Título                                 | Papel                             | Canal      |
| ------- | -------------------------------------- | --------------------------------- | ---------- |
| 2007    | Left Right Left                        | Sameera Shroff                    | SAB TV     |
| 2008    | Radhaa Ki Betiyaan Kuch Kar Dikhayengi | Sanaya                            | Imagine TV |
| 2008    | Kasautii Zindagii Kay                  | Invitada                          | Star Plus  |
| 2008-10 | Miley Jab Hum Tum                      | Gunjan Bhushan                    | Star One   |
| 2008    | Kaho Na Yaar Hai                       | Participante                      | Star Plus  |
| 2009    | Dill Mill Gayye                        | Gunjan Bhushan                    | Star One   |
| 2010    | Zara Nachke Dikha                      | Presentadora                      | Star Plus  |
| 2010    | Meethi Choori No 1                     | Participante                      | Imagine TV |
| 2011    | Yeh Rishta Kya Kehlata Hai             | Ella misma                        | Star Plus  |
| 2011    | Mann Kee Awaaz Pratigya                | Ella misma                        | Star Plus  |
| 2011    | Sasural Genda Phool                    | Ella misma                        | Star Plus  |
| 2011-12 | Iss Pyaar Ko Kya Naam Doon?            | Khushi Kumari Gupta Singh Raizada | Star Plus  |
| 2011    | Ek Hazaaron Mein Meri Behna Hai        | Khushi                            | Star Plus  |
| 2011    | Pyaar Kii Ye Ek Kahaani                | Ella misma                        | Star One   |
| 2012    | Movers & Shakers Masala Markey         | Invitada                          | SAB TV     |
| 2012    | Star Parivaar Ka Tyohar                | Invitada                          | Star Plus  |
| 2012    | Teri Meri Love Stories                 | Khushi                            | Star Plus  |
| 2013    | Chhanchhan                             | Chhanchhan Sarabhai-Borisagar     | Sony TV    |
| 2013    | Welcome – Baazi Mehmaan Nawazi Ki      | Concursante                       | Life OK    |
| 2013    | Ishq Wala Love                         | Presentadora                      | Zee TV     |
| 2013    | MasterChef India                       | Juez                              | Star Plus  |
| 2013    | Jhalak Dikhhla Jaa                     | Concursante                       | Colors TV  |
| 2013    | Bigg Boss 7                            | Invitada                          | Colors TV  |
| 2013-14 | Rangrasiya                             | Parvati Rudra Pratap Ranwat       | Colors TV  |
| 2014    | Beintehaa                              | Parvati                           | Colors TV  |
| 2015    | Jhalak Dikhhla Jaa                     | Concursante                       | Colors TV  |
| 2015    | Aaj Ki Raat Hai Zindagi                | Invitada                          | Colors TV  |
| 2017    | Nach Baliye                            | Concursante                       | Star Plus  |
| 2017    | A Table For Two                        | Concursante                       | Zee TV     |
| 2018    | India's Next Superstars                | Concursante                       | Star Plus  |